# Scott Deroue
Scott Deroue (ur. 23 grudnia 1995 w Nijkerkerveen) – holenderski motocyklista.

## Kariera
Po trzech owocnych latach w Red Bull Rookies Cup, Scott Deroue dołączył do MMŚ na pełny etat, jako jeden z dwóch Holendrów w Moto3. Scott podpisał kontrakt z zespołem RW Racing GP, gdzie jego partnerką została Hiszpanka, Ana Carrasco, team korzystał z motocykli KTM'a.

### Statystyki
| Sezon | Klasa | Motocykl | 1      | 2      | 3      | 4      | 5      | 6      | 7      | 8      | 9      | 10     | 11     | 12     | 13     | 14     | 15     | 16     | 17     | 18     | Poz | Pkt |
| ----- | ----- | -------- | ------ | ------ | ------ | ------ | ------ | ------ | ------ | ------ | ------ | ------ | ------ | ------ | ------ | ------ | ------ | ------ | ------ | ------ | --- | --- |
| 2014  | Moto3 | KTM      | QAT 19 | AME 19 | ARG 17 | SPA NU | FRA 25 | ITA NU | CAT 26 | NED 20 | GER NU | IND 23 | CZE 19 | GBR NU | RSM NU | ARA NU | JPN NU | AUS 23 | MAL NU | VAL NU | NC  | 0   |